# Macroconchoecia spinireticulata
Macroconchoecia spinireticulata är en kräftdjursart som först beskrevs av Ellis 1984.  Macroconchoecia spinireticulata ingår i släktet Macroconchoecia och familjen Halocyprididae. Inga underarter finns listade i Catalogue of Life.